# Aariaq
Aariaq ist ein See auf der Victoria-Insel im kanadischen Territorium Nunavut, rund 1700 Kilometer nordwestlich von Iqaluit.
Der See ist 6,1 Kilometer lang und 4,2 Kilometer breit.